# Egmating
Egmating er en kommune i Landkreis Ebersberg i Regierungsbezirk Oberbayern i den sydtyske delstat Bayern. Den er en del af Verwaltungsgemeinschaft Glonn.

## Geografi
Egmating ligger i Region München.
Kommunen består, ud over Egmating af følgende landsbyer og bebyggelser: Orthofen, Neuorthofen, Lindach, Münster og Neumünster.